# Општина Шемпетер-Вртојба
Општина Шемпетер-Вртојба (словен. Šempeter-Vrtojba) је једна од општина Горишке регије у држави Словенији. Седиште општине је градић Шемпетер при Горици.

## Природне одлике
Рељеф: Општина Шемпетер-Вртојба налази се на западу државе, непосредно до Нове Горице. Општина се налази на самом истоку Падске низије. У јужном делу општине налази доњи део долине реке Випаве.
Клима: У општини влада измењено средоземна клима.
Воде: Најважнији водоток у општини је река Випава, а сви мањи водотоци су њене притоке.

## Становништво
Општина Шемпетер-Вртојба је веома густо насељена.

## Насеља општине
- Вртојба
- Шемпетер при Горици